# Pseudogonatodes manessi
Pseudogonatodes manessi — вид геконоподібних ящірок родини Sphaerodactylidae. Ендемік Венесуели.

## Поширення і екологія
Pseudogonatodes manessi мешкають в горах Прибережного хребта на півночі Венесуели. Вони живуть у вологих гірських тропічних лісахі  хмарних лісах, під камінням і серед опалого листя. Зустрічаються на висоті від 500 до 1330 м над рівнем моря.